# Protectorado francés de Madagascar
El protectorado francés de Madagascar designa el período durante el cual el reino de Madagascar cayó bajo protección francesa, y en el cual comienza la colonización francesa en Madagascar. El protectorado de Madagascar duró entre 1882 y 1897, antes de que la isla se integrara en la colonia de Madagascar y dependencias. Los establecimientos franceses de Diego Suárez, Nosy Be e isla Santa María quedaron adscritos al protectorado de Madagascar el 28 de enero de 1896.
El protectorado francés de Madagascar corresponde a las fronteras del antiguo reino de Madagascar y la futura colonia y luego república de Madagascar, que sería autónoma en 1958 y luego independiente en 1960.

## Funcionamiento
Este protectorado, similar en principio a los protectorados franceses de Túnez y de Marruecos, mantuvo toda la administración de Merina y las reglas tradicionales malgaches al tiempo que estableció residentes generales responsables de representar los intereses de Francia. Es un estatuto de autonomía, intermedio entre la independencia y el estatuto de colonia.

## Monarcas
- 1882-1883: Ranavalona II, prima de Rasoherina, estuvo en el poder desde 1868. Fue la esposa del primer ministro Rainilaiarivony. Bajo su reinado, el cristianismo se extendió por toda la isla y el protestantismo al que se convirtió se convirtió en la religión estatal de facto. [2] Ella trató de mantener el equilibrio entre Francia y el Reino Unido, que tenían la mira puesta en Madagascar. Francia hizo de Madagascar un protectorado en 1882.
- 1883-1896: Ranavalona III, sobrina de Radama II, fue la esposa del primer ministro Rainilaiarivony.

De hecho, los términos del protectorado con Francia fueron poco o nada aplicados por las autoridades malgaches, que no pudieron evitar la invasión colonial francesa en 1895. Madagascar fue declarada colonia francesa al año siguiente, se abolieron la esclavitud, las castas y la monarquía. Desde 1897, la última reina de Madagascar, Ranavalona III, vivió exiliada en Reunión y murió en Argel en 1917.